# Stade Français (rugby)
Stade Français eller Stade Français Paris är en fransk rugbyklubb som spelar i Top 14, den högsta ligan i det franska seriesystemet. Klubben kommer från Paris och är en av Frankrikes och Europas äldsta klubbar. Stade Français var tidigt ett av de dominerande lagen i Frankrike och vann fem av de tio första franska mästerskapen i slutet av 1800-talet och början av 1900-talet. Efter det följde dock en lång period på 90 år innan klubben vann sitt nästa mästerskap 1998. Därefter har klubben återigen etablerat sig som en ledande rugbyklubb och vunnit fyra mästerskap under 2000-talet, det senaste år 2007. Vid två tillfällen har Stade Français tagit sig till final i Heineken Cup, rugbyns motsvarighet till fotbollens UEFA Champions League, men förlorat bägge finalerna.
Som ett lag från huvudstaden är Stade Français inblandat i vissa historiska rivaliteter. Den viktigaste är med lokalkonkurrenten Racing Club de France; rivaliteten går tillbaka till 1800-talet och bygger på att Racing varit en mer aristokratisk klubb och Stade Français mer folklig. En annan och mer intensiv rivalitet är med Union Bordeaux Bègles (tidigare Stade Bordelais) från Bordeaux. Rivaliteten går mer än 100 år tillbaks till år 1901 då Stade Bordelais besegrade Stade Français i finalen av det franska mästerskapet, men Stade Français överklagade i domslut och tilldelades mästerskapet. 
På senare tid har naturliga rivaliteter utvecklats mellan Stade Français och två av de ledande och mest framgångsrika rugbylagen i Frankrike, Stade Toulousain från Toulouse samt Biarritz Olympique från Biarritz. Rivaliteten mellan Stade Français och Biarritz Olympique återspeglar även en spänning mellan huvudstadsregionen Paris och den baskiska regionen Iparralde.